# Káto Pýrgos
Káto Pýrgos är en ort i Cypern.   Den ligger i distriktet Eparchía Lefkosías, i den nordvästra delen av landet, 60 km väster om huvudstaden Nicosia. Káto Pýrgos ligger 22 meter över havet och antalet invånare är 1 170. Den ligger på ön Cypern.
Terrängen runt Káto Pýrgos är kuperad söderut, men åt nordväst är den platt. Havet är nära Káto Pýrgos åt nordost.Trakten runt Káto Pýrgos är ganska glesbefolkad, med 25 invånare per kvadratkilometer. Närmaste större samhälle är Léfka, 16,6 km öster om Káto Pýrgos. 